# Samuel Merwin, Jr.
Pour les articles homonymes, voir Samuel et Merwin.
Samuel Kimball Merwin, Jr., né le 28 avril 1910 à Plainfield (New Jersey) et mort le 13 janvier 1996 à Los Angeles (Californie), est un auteur et éditeur de littérature américaine.

## Œuvres

### Couvertures de livres

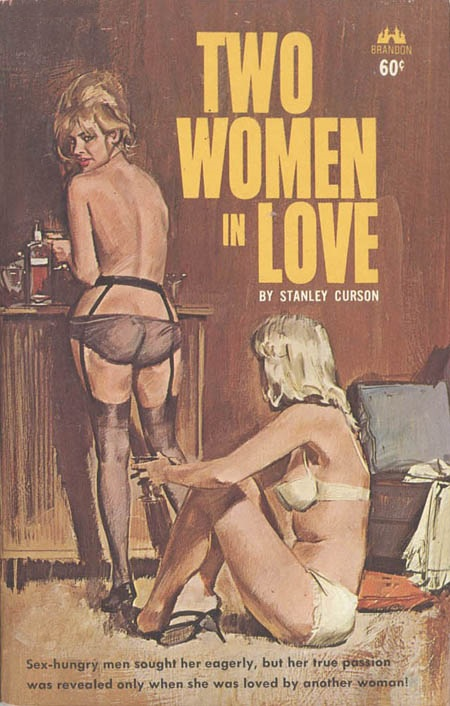
Two Women In Love, 1963
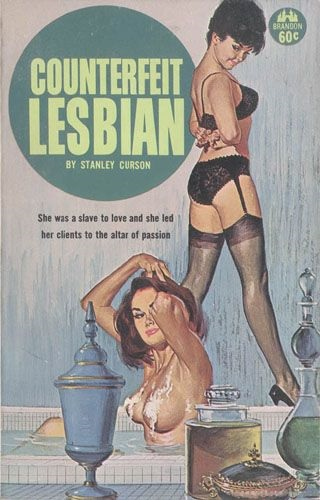
Counterfeit Lesbian, 1963
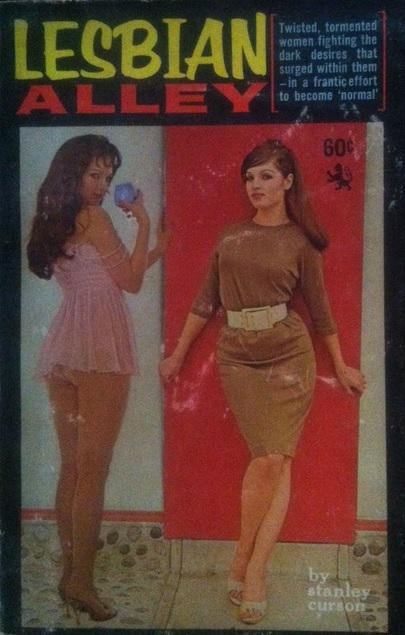
Lesbian Alley, 1963